# ساموئل پیلویان
ساموئل آلبرتی پیلویان (ارمنی: Սամվել Ալբերտի Փիլոյան؛  زادهٔ ۹ ژانویهٔ ۱۹۶۳) بازیگر اهل ارمنستان است. وی از سال میلادی تاکنون مشغول فعالیت بوده‌است.

## زندگی‌نامه
وی در ۹ ژانویه ۱۹۶۳ در کیروواکان به دنیا آمد و از آکادمی دولتی هنرهای زیبای ارمنستان فارغ‌التحصیل گشت. وی در فرهنگستان دولتی تئاتر سوندوکیان فعالیت کرده است. همچنین برندهٔ جوایزی همچون هنرمند افتخاری جمهوری ارمنستان (۲۰۱۴) و جوایز آرتاوازد (۲۰۰۳) شده‌است.

## گزیده فیلمشناسی
از فیلم‌ها یا برنامه‌های تلویزیونی که وی در آن نقش داشته‌است می‌توان به فاجعه، پادشاهان باستان، برزخ، وروگایت  اشاره کرد.

## یادداشت
1. ↑  ՀԹԳՄ «Արտավազդ» մրցանակ